# Canton de Laval-Saint-Nicolas
Le canton de Laval-Saint-Nicolas est une ancienne division administrative française située dans le département de la Mayenne et la région Pays de la Loire.

## Représentation

### Canton de Laval-Saint-Nicolas
Le canton a été créé en 1982 (décret du 15 janvier 1982) à partir de l'ancien canton de Laval-Sud-Est créé en 1973 en divisant en deux l'ancien canton de Laval-Est.
| Période | Période      | Identité              | Étiquette | Qualité |
| ------- | ------------ | --------------------- | --------- | --- |
| 1982    | 1984 (décès) | Michel Favard         | DVD       | Médecin à Laval Ancien conseiller général du canton de Laval-Est                                            |
| 1985    | 1992         | Georges Minzière      | PS        | Ouvrier dans la métallurgie, militant syndical, adjoint au maire de Laval                                   |
| 1992    | 1998         | Jean-Michel Le Duigou | RPR       | 1er adjoint au maire de Laval (1995-2001)                                                                   |
| 1998    | 2004         | Georges Minzière      | PS        | Conseiller régional des Pays de la Loire                                                                    |
| 2004    | 2015         | Yan Kiessling         | PS        | Professeur des écoles, 1er adjoint au maire de Laval (2008-2014), conseiller municipal de Laval (2014-2015) |

Le canton participe à l'élection du député de la première circonscription de la Mayenne.

## Composition
Le canton de Laval-Saint-Nicolas se composait d’une fraction de la commune de Laval. Il comptait 8 049 habitants (population municipale) au 1er janvier 2012.
| Nom               | Code Insee | Intercommunalité       | Population (dernière pop. légale)              |
| ----------------- | ---------- | ---------------------- | ---------------------------------------------- |
| Laval (chef-lieu) | 53130      | CA Laval Agglomération | Fraction : 8 049(2012) Commune : 50 073 (2014) |

La portion de Laval incluse était « déterminée au sud et à l'est, par les limites de la commune de Laval et par l'axe des voies ci-après : au nord, route nationale 157, avenue de Chanzy ; à l'ouest boulevard Monmorency, boulevard Le Basser, avenue d'Angers, route nationale 162 ».
Il comprenait les quartiers du Pavement, de Saint-Nicolas et de Thévalles.
À la suite du redécoupage des cantons pour 2015, la partie de ce canton située au sud-ouest de la rue Bessières, du boulevard Kellermann et de l'avenue de Tours est rattachée au canton de Laval-1 et la partie au nord-est desdites voies au canton de Laval-3.
La commune de Notre-Dame-d'Avénières, absorbée en 1863 par Laval, était partiellement incluse dans le territoire de ce canton.

## Démographie
| 1982 | 1990  | 1999  | 2006  | 2011  | 2012  |
| ---- | ----- | ----- | ----- | ----- | ----- |
| -    | 9 789 | 8 460 | 8 021 | 8 055 | 8 049 |